# Консейсан-ду-Кастелу
Консейсан-ду-Кастелу (порт. Conceição do Castelo)  —  муниципалитет в Бразилии, входит в штат Эспириту-Санту. Составная часть мезорегиона Центр штата Эспириту-Санту. Входит в экономико-статистический  микрорегион Афонсу-Клаудиу. Население составляет 11 189 человек на 2006 год. Занимает площадь 364,531 км². Плотность населения — 30,7 чел./км².

## История
Город основан 6 декабря 1963 года.

## Статистика
- Валовой внутренний продукт на 2003 составляет 37.511.353,00 реалов (данные: Бразильский институт географии и статистики).
- Валовой внутренний продукт на душу населения на 2003 составляет 3.391,32 реалов (данные: Бразильский институт географии и статистики).
- Индекс развития человеческого потенциала на 2000 составляет 0,709 (данные: Программа развития ООН).

## География
Климат местности: горный тропический. В соответствии с классификацией Кёппена, климат относится к категории Cwa.